# Argulus bengalensis
Argulus bengalensis is een visluizensoort uit de familie van de Argulidae. De wetenschappelijke naam van de soort is voor het eerst geldig gepubliceerd in 1951 door Ramakrishna.